# تپه کور جابولاغ ۲
تپه کور جابولاغ ۲ در شهرستان بوئین‌زهرا، بخش آوج، روستای قره بولاغ واقع شده و این اثر در تاریخ ۱۲ بهمن ۱۳۸۱ با شمارهٔ ثبت ۷۳۱۲ به‌عنوان یکی از آثار ملی ایران به ثبت رسیده است.